# Під електричними хмарами
«Під електричними хмарами» (рос. Под электрическими облаками) — українсько-польсько-російський художній фільм кінорежисера Олексія Германа-молодшого 2015 року.

## Синопсис
Картина складається з шести новел, які розповідають історії про великі і маленькі міста, багатство і бідність, різні покоління, виховані на Федорі Достоєвському і продукції Apple. Критики вже називають проєкт некомерційним, проте режисер і сценарист фільму Олексій Герман-молодший не квапиться відносити його до арт-хаусу.
«Зйомки були непростими. На початку процесу ми всі довго налаштовувалися. Але в результаті ми залишилися задоволені результатом спільної роботи. Це чудовий приклад взаємодії кінематографій України і Росії», — зазначив Герман-молодший.
З українського боку над проєктом працювало близько 80 осіб. Серед них — молоді українські актори Віра Климовецька, Ігор Мирошниченко, Вікторія Варлей, а також один з найкращих українських операторів Сергій Михальчук.
Учасники проєкту зазначають, що на сьогодні копродукція — один з ключових механізмів розвитку національного кінематографа. За словами українського продюсера Єгора Олесова, Під електричними хмарами — «це колосальний досвід співпраці між двома державами».
Протягом місяця зйомки проходили в Одесі, Дніпропетровську і Харкові. Далі зйомки продовжилися в Росії.
Учасники проєкту зазначають, що на сьогоднішній день копродукція — один з ключових механізмів розвитку національного кінематографа. За словами українського продюсера Єгора Олесова, Під електричними хмарами — «це колосальний досвід співпраці між двома державами».
«Дуже важливо, що в рамках проєкту було задіяно максимальну кількість українських професіоналів. Упевнений, цей проєкт стане значним кроком у розвитку сучасного українського кіно», — зазначив він.
Над картиною Під електричними хмарами працювали російська кінокомпанія Метра Фільмз, українська Лінкед Філмз при фінансовій підтримці Державного агентства України з питань кіно і Міністерства культури Росії. Завершили картину до кінця 2012 року.

## Фестивалі та премії
- 2015 — 65-й Берлінський кінофестиваль: «Срібний ведмідь за видатний внесок у мистецтво» (кінооператорам Сергію Михальчуку, Євгену Прівіну)